# Nica
Nica (fr. Nice, okc. Niça) je lučki grad, općina i upravno središte francuskog departmana Alpes-Maritimes (pokrajina Provansa-Alpe-Azurna obala) na krajnjem jugoistoku Francuske, nedaleko od talijanske granice, između Cannesa i Monaka. Ima oko 350 000 stanovnika, ali u metropolitanskoj Nici živi skoro milijun stanovnika, po čemu je 7. aglomeracija u Francuskoj.
Nica je i svjetski poznata sredozemna turistička destinacija u kojoj je nastala ideja zimskog obalnog turizma. Zbog njezine povijesne važnosti kao zimskog aristokratskog odmarališta i rezultirajuće mješavine kultura koja odlikuje grad, UNESCO je 2021. god. Nicu proglasio za svjetsku baštinu.

## Zemljopis
Nica leži u zaljevu Baie des Anges i drugi je najveći francuski grad na sredozemnoj obali nakon Marseillesa. Grad je udaljen 13 km od kneževine Monako i 32 km od francusko-talijanske granice.
Rijeka Paillon, koja je danas djelomično natkrivena, razdvaja novi grad na zapadu od starog grada, luke i trgovačke četvrti na istoku. Stari grad s uskim krivudavim ulicama, prostire se po zapadnim obroncima granitnog brda zvanog Colline du château (Brdo dvorca), iako je dvorac (po kojemu je dobilo ime) srušen davne 1706. godine. 

## Klima
Zaklonjena prekrasnim brdima Nica ima ugodnu klimu i vodeći je grad na Azurnoj obali (Côte d'Azur).. Najugodniji mjeseci za putovanje su svibanj i razdoblje od polovine rujna do polovine listopad. Najkišovitiji dani su u veljači i ožujku, a od lipnja do kolovoza moguće su velike vrućine. Zime su blage i nema mraza, pa je zato ovaj grad u 19. stoljeću Englezima bio omiljeno mjesto za odmor u tijeku zime, što danas dokazuju veliki hoteli i vrtovi. Blaga klima pogodna je i za vinogradarstvo.

## Povijest
Nica je još od najstarijih vremena bio neprekidno, gusto naseljena, o čemu svjedoče dokazi rane uporabe vatre (prije 380 000 godina) na arheološkom lokalitetu Terra Amata, kao i predmeti pronađeni u „Grimaldijevoj špilji” koja je bila naseljena u paleolitiku i neolitiku. Prirodnim pogodnostima ovog područja koristili su se Grci, koji su svoje naselje nazvali Nikaea (oko 350. pr. Kr.), vjerojatno u čast pobjede (niké na grčkom) nad susjednom kolonijom, a to ime zadržali su i Rimljani, koji su je osvojili tijekom 1. st. Za njihove vlasti postala je važnom prometnom i trgovačkom lukom. 
Od 10. st. njome vladaju provansalski grofovi, a od 1388. je pod vlašću Savojske dinastije. Postala je dijelom Prve Francuske Republike između 1792. i 1815. godine, kada je vraćena Kraljevini Pijemont-Sardinija, pravnom prethodniku Kraljevine Italije. 
Prirodni okoliš područja Nice i njezina blaga mediteranska klima privukli su pozornost engleskih viših slojeva u drugoj polovici 18. stoljeća, od kada je sve veći broj aristokratskih obitelji počeo tamo provoditi zime. Godine 1832. Nica, tada dio Kraljevine Sardinije, osnovala je „Consiglio d'Ornato“ koji je izradio plan urbanističkog planiranja i arhitektonske zahtjeve osmišljene kako bi grad bio privlačan strancima. Tako je „Camin dei Ingles“, skromna staza koju su britanski zimski posjetitelji stvorili uz obalu 1824. godine, kasnije postala prestižna Promenade des Anglais („Engleska šetnica”). 
Nica je konačno ustupljena Francuskoj nakon sklapanja „Torinskog sporazuma” 1860. god., što su kasnije potvrdili i sami stanovnici na referendumu. Nakon toga, i zahvaljujući povezanosti s europskom željezničkom mrežom, sve veći broj zimskih posjetitelja iz svih zemalja hrlio je u grad.
Protalijanski iredentistički pokret trajao je tijekom cijelog razdoblja 1860.–1914., unatoč represiji koja se provodila od aneksije. Naime, Francuska vlada provodila je politiku frankizacije društva, jezika i kulture. Toponimi općina drevne Grofovije bili su frankizirani, s obvezom korištenja francuskog jezika u Nici
Godine 1931., nakon obnove, glavnu gradsku šetnicu uz more, Promenade des Anglais, otvorio je princ Arthur, vojvoda od Connaughta i Strathearna. Šetnica svoje ime duguje posjetiteljima ljetovališta među kojima su, između ostalih, bili i kraljica Viktorija sa sinom Edwardom VII. koji su tamo provodili zime, ali i Henry Cavendish (rođen u Nici) koji je otkrio vodik.
Kada je u rujnu 1939. izbio rat, Nica je postala grad utočišta za mnoge raseljene strance, posebno Židove koji su bježali od nacističkog napredovanja u Istočnu Europu. Iz Nice mnogi su potražili daljnje sklonište u francuskim kolonijama i Maroku, te Sjevernoj i Južnoj Americi. 
U drugoj polovici 20. stoljeća, Nica je doživjela gospodarski procvat prvenstveno potaknut turizmom i građevinarstvom. Dva su čovjeka dominirala tim razdobljem: Jean Médecin, gradonačelnik 33 godine od 1928. do 1943. i od 1947. do 1965., i njegov sin Jacques, gradonačelnik 24 godine od 1966. do 1990. Pod njihovim vodstvom došlo je do opsežne urbane obnove, uključujući mnoge nove građevine. To je uključivalo kongresni centar, kazališta, nove prometnice i brze ceste. Do kraja 1980-ih pojavile su se glasine o političkoj korupciji u gradskoj upravi, što je dovelo do formalne optužbe protiv Jacquesa Médecina koji je a nekoliko točaka optužnice za korupciju i povezane zločine osuđen na zatvorsku kaznu.
U veljači 2001. god. europski čelnici sastali su se u Nici kako bi pregovarali i potpisali ono što je danas Ugovor iz Nice, kojim se mijenjaju institucije Europske unije.
Dana 14. srpnja 2016., Mohamed Lahouaiej-Bouhlel namjerno je kamionom udario u mnoštvo ljudi na Promenade des Anglais koji su gledali vatromet u čast Dana Bastille. Ukupno je ubijeno 87 ljudi, uključujući počinitelja kojeg je ustrijelila policija. Islamska država preuzela je odgovornost za ovaj napad.
Nica će biti glavno mjesto održavanja Zimskih olimpijskih igara 2030. godine.

## Znamenitosti
Nica je maksimalno iskoristila svoju blagu klimu i obalni položaj između mora i planina, te je od sredine 18. stoljeća počela privlačiti sve veći broj aristokratskih i obitelji iz viših klasa (uglavnom britanskih) koji su razvili naviku provođenja zima u Nici. To je dovelo do uzastopnih faza razvoja novih četvrti izvan srednjovjekovnog starog grada. Raznoliki kulturni utjecaji zimskih posjetitelja i želja da se maksimalno iskoriste vremenski uvjeti i obalni krajolik oblikovali su urbani razvoj i eklektične arhitektonske stilove ovih četvrti, doprinoseći ugledu Nice kao kozmopolitskog zimskog odmarališta.
Nica se sastoji iz tri različita dijela po fizionomiji, a donekle i po funkcijama. To su: Vieille Ville (stari dio grada), Simez (staro rimsko regionalno središte) i novi dio grada.
Stari dio grada karakterizira se relativno uskim, mestimično krivudavim ulicama i ostalim odlikama mediteranskih gradova (visokim kućama sagrađenim uglavnom od kamena s karakterističnim drvenim kapcima na prozorima). Istočno od starog grada i luke, na poluotoku Kap-Fera.
Novi se dio grada prostire pored obale, odnosno duž jednog širokog i ovalnog zaljeva žalovitom obalom. Njegovu najupadljiviju odliku predstavljaju široke avenije ukrašene zelenim palmama, raznovrsnim cvijećem i travnjacima.
Najupečatljiviji dio novog grada je poznata Promenade des Anglais, nastala 1822. kao puteljak uz obalu zalaganjem prvih engleskih turista. Ona se proteže u dužinu od 4 km duž mora i sastoji se od dva široka kolnika odvojena travnjakom sa cvijećem i palmama.
Muzeji Jules Chéret des Beaux-Arts i Masséna posjeduju kolekcije ranog talijanskog slikarstva i djela iz 19. st. i suvremenih umjetnika. Memorijalni muzej posvećen slikaru Marcu Chagallu izgrađen je kako bi se čuvala kolekcija slika biblijskih motiva koje je umjetnik poklonio gradu 1966. god.
Dva km sjeveroistočno od centra grada nalazi se drevni biskupski grad Cimiez, u kom se nalaze veličanstvene ruševine rimskog amfiteatra. U blizini leži vila iz 17. st, u kojoj je smješten arheološki muzej i kolekcija s više od 40 slika i crteža francuskog umjetnika Henrija Matissea.
- Katedrala Sainte-Réparate u Nici
- Trg Garibaldi
- Place du Palais od palače Rusca
- Opéra de Nice
- Notre-Dame de Nice
- Musée des Beaux-Arts de Nice

## Stanovništvo

### Stanovništvo kroz povijest
| - 1946. – 211 165 - 1954. – 244 400 - 1962. – 295 000 - 1968. – 322 422 | - 1975. – 346 600 - 1982. – 338 486 (4. ožujka) - 1990. – 342 439 (5. ožujka) - 1999. – 342 738 (8. ožujka) | - 2006. – 347 060 (1. siječnja) - 2018. – 342 522 - 2022. - 353 701 |

### Slavni stanovnici
Čist zrak i meko svjetlo posebno su privukli značajne slikare, kao što su bili: Marc Chagall, Henri Matisse, Niki de Saint Phalle i Arman. Njihov rad obilježen je u mnogim gradskim muzejima, uključujući Musée Marc Chagall, Musée Matisse i Musée des Beaux-Arts. Međunarodni pisci također su bili privučeni i inspirirani gradom. Frank Harris napisao je tu nekoliko knjiga, uključujući svoju autobiografiju „Moj život i ljubavi”. Friedrich Nietzsche proveo je šest uzastopnih zima u Nici i tamo napisao „Tako je govorio Zaratustra” . Osim toga, ruski pisac Anton Čehov dovršio je svoju dramu „Tri sestre” dok je živio u Nici.
Nicina privlačnost proširila se na ruske više slojeve. Princ Nikola Aleksandrovič, nasljednik carske Rusije, umro je u Nici i bio je pokrovitelj Ruskog pravoslavnog groblja u Nici gdje je pokopana princeza Katarina Dolgorukova, morganatska supruga ruskog cara Aleksandra II. Tamo su pokopani i general Dmitrij Ščerbačov i general Nikolaj Judenič, vođe antikomunističkog „Bijelog pokreta”.
Na groblju Cimetière du Château pokopani su slavni draguljar Alfred Van Cleef, Emil Jellinek-Mercedes, osnivač automobilske tvrtke Mercedes, filmski redatelj Louis Feuillade, pjesnikinja Agathe-Sophie Sasserno , plesačica Carolina Otero , René Goscinny, autor stripova o Asterixu, spisatelj Gaston Leroux, francuski premijer Léon Gambetta i prvi predsjednik Međunarodnog suda pravde José Gustavo Guerrero.

## Gospodarstvo
Nica ima dugu tradiciju, kako ljetnog tako i zimskog turizma, pa je to jedna od glavnih ekonomskih aktivnosti grada. Pored plaža i marine za jahte, turizam potiču i objekti kulture, trgovine i arhitektonska baština Nice. Od velikog je značaja i poslovni turizam koji se vrti oko novoizgrađenog Kongresnog centra Akropolis (Palais des Congrès Acropolis) i povezanih galerija.
Pored toga grad Nica svake godine organizira brojna događanja i festivale, kao što su karneval u Nici, koji datira iz 1873., i otvoreni teniski turnir „Nice Open”.
Nica je glavni financijsko-administrativno središte na istoku Regije Provansa-Alpe-Azurna obala, pa se njen utjecaj proteže daleko izvan granica Departmana Alpes-Maritimes.
Brojne male i srednje velike tvornice nalaze se u Nici, naročito prema Saint-Laurent-du-Varu na zapadu. 
Noviji gospodarski razvoj sve je češće povezan s velikim susjednim znanstvenim parkom u Sophia-Antipolisu. High Tech tvrtke često usko surađuju sa Sveučilištom u Nici (osnovano 1965.).

## Promet
Luka Lympia čija je gradnja započela 1750. i dograđena nakon 1870. godine, danas se koristi prije svega za trajekte na redovitim linijama do Korzike i za privatne jahte.
Glavni željeznički kolodvor je Nice-Ville, a grad je odlično povezana autoputevima i superbrzim vlakovima TGV sa Parizom i sjevernom Francuskom.
Tramway de Nice započeo je s radom tramvaja s konjskom vučom 1879. (elektrificirana 1900.), a ukupna duljina mreže dosegla je 144 km do 1930. god. Zamjena tramvaja trolejbusima započela je 1948., a završena je 1953. god.
Zračna luka „Nice Côte d'Azur” služi kao zračna luka cijele regije. Ona je treća najprometnija zračnu luka u Francuskoj, nakon dvije glavne pariške.

## Sport
- Glavni nogometni klub u gradu je OGC Nice koji igra u Ligue 1 (najvišoj ligi u Francuskoj).
- Plivački klub Olympic Nice Natation također je značajan; Camille Muffat i Yannick Agnel su tamo trenirali.
- Nica je ciljni domaćin godišnje biciklističke utrke Pariz-Nica.

Klub Nice Hockey Élite igra u Ligue Magnus , najvišoj muškoj diviziji francuskog hokeja na ledu.
- Stade Niçois je ragbi klub koji igra u Fédérale 1.

## Obrazovanje
- Sveučilište Azurne obale (Université Côte d'Azur)
- École des hautes études commerciales du nord EDHEC Business School
- École pour l'informatique et les nouvelles technologies (EPITECH)
- Institut supérieur européen de formation par l'action (ISEFAC Bachelor)

## Gradovi prijatelji
| - Alicante, Španjolska - Antananarivo, Madagaskar - Cần Thơ, Vijetnam - Cape Town, Južna Afrika - Cartagena de Indias, Kolumbija - Cuneo, Italija - Edinburgh, Ujedinjeno Kraljevstvo - Erevan, Armenija - Gdańsk, Poljska - Hangzhou, Kina - Houston, Sjedinjene Američke Države | - Kamakura, Japan - Laval, Kanada - Libreville, Gabon - Jalta, Rusija - Locarno, Švicarska - Louisiana, Sjedinjene Američke Države - Manila, Filipini - Miami, Sjedinjene Američke Države - Netanja, Izrael - Nouméa, Nova Kaledonija - Nürnberg, Njemačka | - Nursultan, Kazahstan - Puket, Tajland - Rio de Janeiro, Brazil - Saint-Denis, Réunion, Francuska - Sankt Peterburg, Rusija - Santa Cruz de Tenerife, Španjolska - Solun, Grčka - Sorrento, Italija - Szeged, Mađarska - Xiamen, Kina |